# North Santee (Carolina del Sur)
North Santee es un lugar designado por el censo ubicado en el condado de Clarendon en el estado estadounidense de Carolina del Sur. En el Censo de 2020 tenía una población de 749 habitantes y una densidad poblacional de 25,92 habitantes por km². Fue incluido como CDP en el censo de 2020.

## Geografía
North Santee se encuentra ubicado en las coordenadas 33°31′49″N 80°25′35″O / 33.53028, -80.42639. Según la Oficina del Censo de los Estados Unidos,  tiene una superficie total de 28,90 km², de la cual 23,59 km² corresponden a tierra firme y 5,31 km² a agua.